# Bijzonder Beheersgebied Noord-Coronie
Het Bijzonder Beheersgebied Noord-Coronie is een gebied in Suriname waar bijzondere regels gelden voor menselijke activiteiten om de plaatselijke natuur te ontzien. Het gebied werd in 2001 gesticht en is 272 km2 groot.
Een van de grote problemen waarmee het kustgebied van Coronie dat onder dit beheersgebied valt, al vóór de totstandkoming van het Bijzonder Beheergebied kampte, was de afkalving van de kust van Coronie. De Surinaamse kust is erg dynamisch. Er staat een westelijk stroming langs de kust, de Guianastroom die modderbanken, gevormd door sedimenten in die stroom, met een snelheid van 1,5 km per jaar naar het westen vervoert. Het sediment komt maar zeer ten dele uit de rivieren verder naar het oosten. Het merendeel komt van zeer verre: uit de Peruviaanse Andes. Verweringsproducten worden uit dat gebergte door de Amazone naar de oostkust van Zuid-Amerika gebracht en vandaar weer door de zeestroming naar de Surinaamse kust. Modderbanken komen gemiddeld eens in de dertig jaar voorbij en er is daarom een cyclus van 30 jaar waarin de kust afkalft en weer aangroeit. Maar er lijkt ook een langere cyclus te zijn. Sinds 1914 heeft Coronie met enige golvingen steeds meer terrein prijs moeten geven en benadert nu een eerder minimum dat rond 1880 plaatsvond. De Cocospolder die in 1959 aangelegd werd, is nooit in gebruik genomen en het gemaal staat in 2020 in zee. In Saramacca, verder oostelijk, is de omgekeerde dynamiek te zien. Terwijl Coronie in de periode 1948-1992 80km2 landverlies door afkalving leed, boekte Saramacca juist 80km2 aan landaanwinst.
In 1998 gaf een extreem hoge springvloed aanleiding tot de overstroming van de Slaperdijk tussen de plantage Moy en het Totnesskanaal. Daarna werd de roep om betere bedijking steeds luider, hoewel lokale boeren en sommige milieubeschermers het afkalvingseffect weten aan andere factoren en juist de toevoer van zoet water naar de parwa-mangroven wilden verbeteren.
Er volgden verhitte discussies, maar in 2008 besloot de regering dat er een zeedijk meest komen, mede omdat soms de Oost-West-verbinding die voor Suriname zo belangrijk is, gevaar liep.
Tien jaar na het begin van de aanleg werd op 19 februari 2018 de dijk van 14,4 km opgeleverd. Vicepresident Ashwin Adhin nam de dijk in naam van president Dési Bouterse officieel in gebruik. De totale kosten beliepen 55 miljoen euro, waarvan 26 miljoen uit Nederlandse ontwikkelingshulp betaald werd. De vertraging werd door minister Gillmore Hoefdraad van Financiën verklaard door een crisis waaronder Suriname in de tussentijd geleden had. De milieu-effecten van deze ingreep op het beheersgebied, zoals bijvoorbeeld op de mangroven van de kust, zijn in 2020 nog niet erg duidelijk. Het achterland, zoals de Coroniezwamp, heeft zeker grote natuurwaarde.